# Ett anständigt liv
Ett anständigt liv är en svensk dokumentärfilm som hade biopremiär i Sverige den 26 mars 1979. Filmen är den andra delen i Stefan Jarls så kallade modstrilogi om Kenta och Stoffe, och deras vänner, där första delen utgörs av Dom kallar oss mods (1968) och den tredje delen Det sociala arvet (1993). Trilogin avrundades 2006 med kortfilmen Epilog som behandlar Kentas död.
Filmen belönades med en guldbagge för bästa film. DVD-utgåvan av trilogin innehåller kommentatorsspår som ger ytterligare djup till dokumentärerna, samt den avslutande kortfilmen Epilog  som handlar om Kentas död (2006).

## Handling
Den glada 1960-talsandan i Dom kallar oss mods har försvunnit och ersatts av misär. "Kenta och Stoffe träffas inte längre. Mycket vatten har flutit under broarna.", konstaterar Jarl i sin speakertext. Kenta är alkoholiserad och bor tillsammans med Eva. Tillsammans har de en son, Patric. Kentas mamma sitter inne för dråp och Kenta åker till Kronobergshäktet för att hälsa på henne. Heroinet har även kommit till stan och Stoffe är en av dem som faller för det. Han bor tillsammans med Lena och deras lille son Janne. Lena kastar ut Stoffe när hon får nog av hans missbruk och han bor hos sin mamma. Kenta ringer Stoffe, som han inte sett på länge, och bestämmer träff med honom. De träffas och Kenta försöker övertala Stoffe att sluta med heroinet, men de blir osams och skiljs åt. En tid senare får Kenta veta att Stoffe dött i en överdos. I filmen medverkar även andra missbrukare, till exempel Jajje och Kenta Bergkvist som var med i Dom kallar oss mods. Vi får även se Sven Åke Dyhlén injicera heroin på en toalett vid T-centralen.

## Övrigt
Bitar av filmens ljudspår användes av bandet Shining på albumet Klagopsalmer (2009). Filmen är en av titlarna i boken Tusen svenska klassiker (2009). Ett anständigt liv var under många år Sveriges mest sedda dokumentär på bio. År 2024, 45 år efter dess premiär, slogs rekordet av Den sista resan av Filip Hammar och Fredrik Wikingsson.

## Medverkande
- Kenneth "Kenta" Gustafsson, född 11 augusti 1948, död 3 mars 2003 i cancer.
- Gustav "Stoffe" Svensson, född 15 februari 1950. Avled den 22 mars 1978 under inspelningen till följd av en överdos på T-centralen i Stockholm.
- Sven-Åke "Skåning" Dyhlen, född 23 augusti 1946. Avled i augusti 2016. Var fram tills sin död bosatt i Stockholm. Han blev 70 år.
- Elisabeth "Bettan" Backe, född 11 november 1953, död 28 mars 2003.  Försörjer sig som prostituerad i filmen.
- Eva Blondin, född Eva-Lena Tymark den 4 februari 1951. Gift med Kenneth "Kenta" Gustafsson och tillsammans fick de sonen Patric (född 1969), som även medverkade i Det sociala arvet från 1993.
- Bo "Bosse" Landegren, född 1 mars 1949, död 25 juli 1981 i Spånga, Stockholm.
- Jan "Jajje" Klingryd, född Jan-Ivar Klingryd den 7 oktober 1949, död 18 maj 1997. Medverkade i samtliga tre filmer av Stefan Jarl, "Dom kallar oss mods", "Ett anständigt liv" och "Det sociala arvet".
- Kenneth "Kenta" Bergqvist, född Bengt Kenneth Bergqvist den 2 augusti 1946.
- Lena Löfgren, flickvän till "Stoffe". Tillsammans fick de sonen Jan Löfgren (född 1974). Efter Stoffes död blev Lena intagen på Beckomberga sinnessjukhus. Deras son Jan blev placerad i fosterhem.[4]
- Erik "Jerka" Rosén. Avlider under filminspelningen till följd av överdos.

## Filmmusiken
Musiken gavs ut på skivan med samma namn, Ett anständigt liv, av skivbolaget Nacksving.
| 1.  | Heroinet, är du min älskling   | 1:48 | kompositör Ulf Dageby, text Bernt Staf, sång Göran Ekstrand, framförs på elgitarr av Ulf Dageby, klaviatur Lars-Eric Brossner, bas Nikke Ström, trummor Per Melin |
| 2.  | Horsefixen                     | 2:08 | kompositör, text, sång och framförd på gitarr av Gustav "Stoffe" Svensson                                                                                         |
| 3.  | Att sitta inne ett tag         | 2:32 | kompositör och text Eva Blondin och Kenneth "Kenta" Gustafsson, framförs på gitarr av Kenneth "Kenta" Gustafsson                                                  |
| 4.  | Framtiden bryr jag mig inte om | 2:11 | kompositör och text Gustav "Stoffe" Svensson, sång Gustav "Stoffe" Svensson, framförs på gitarr av Gustav "Stoffe" Svensson                                       |
| 5.  | Gnistrande snö                 | 2:26 | kompositör och text Ulf Dageby, framförs på elgitarr av Ulf Dageby, klaviatur Lars-Eric Brossner, bas Nikke Ström, trummor Per Melin                              |
| 6.  | Streetan                       | 6:20 | kompositör Ulf Dageby, framförs på elgitarr av Ulf Dageby och klaviatur av Lars-Eric Brossner                                                                     |
| 7.  | Var Är Alla Polarna?           | 2:20 | Text och musik Eva Blondin och Kenneth "Kenta" Gustafsson |
| 8.  | Centan (köp hela livet)        | 5:30 | kompositör och text Ulf Dageby, sång Ulf Dageby, framförs på elgitarr av Ulf Dageby, klaviatur Lars-Eric Brossner, bas Nikke Ström, trummor Per Melin             |
| 9.  | Patric                         | 2:37 | Text och musik Kenneth Gustafsson |
| 10. | Janne                          | 1:10 | Text och musik Gustav Svensson |
| 11. | Gustav                         | 1:32 | Text och musik Kenneth Gustafsson |
| 12. | Gallret                        | 5:40 | Text och musik Ulf Dageby |